# Fuerza Real de Misiles Estratégicos Saudita
La Fuerza Real de Misiles Estratégicos Saudita (FMERS) es la quinta rama de las Fuerzas Armadas de Arabia Saudita, responsable de la puesta en servicio de misiles estratégicos de largo alcance. La FMERS tenía anteriormente su cuartel general en una instalación de mando subterránea en Riad, la capital de Arabia Saudita.
La instalación coordinaba el avanzado sistema de radar y defensa aérea «Escudo de Paz» de Arabia Saudita. En julio de 2013, los nuevos edificios del cuartel general y la academia de la FMERS fueron inaugurados oficialmente por el príncipe Khalid bin Sultan bin Abdulaziz y el actual comandante de la FMERS, teniente general Jarallah Alaluwayt.

## Historia
El papel de la FMERS ha crecido rápidamente desde que Arabia Saudita y otros Estados árabes del Golfo Pérsico anunciaron en 2009 una iniciativa para obtener armas nucleares como contramedida al programa nuclear iraní. El Rey Abdullah de Arabia Saudita y el príncipe Turki bin Faisal Al Saud, exjefe de inteligencia saudí y embajador en Washington, mencionaron que los estados del Golfo podrían adquirir sus propias armas nucleares como contramedida a las de Irán.
Algunos expertos especulan (teniendo en cuenta la contribución financiera de Arabia Saudita al programa de armas nucleares de Pakistán) que Arabia Saudita podría recibir . Un informe de la BBC afirma que «es un trato de pago y entrega de ojivas, la primera de esas opciones esbozadas por los saudíes en 2003; otros, que es la segunda, un acuerdo bajo el cual fuerzas nucleares paquistaníes podrían desplegarse en el reino».
En enero de 2020, el Cuerpo de Ingenieros del Ejército de EE. UU. del Distrito de Oriente Medio contrató a una empresa conjunta de AECOM y Tetra Tech para proporcionar servicios de arquitectura e ingeniería para el Programa de Misiles Saudí.
En 2021, CNN informó que imágenes satelitales indicaban que Arabia Saudita estaba, con asistencia china, fabricando misiles de combustible sólido de un tipo indeterminado.

## Instalaciones
En total, la FMERS opera 4 (probablemente 5) bases:
1. La Fuerza Real de Misiles Estratégicos Saudita cuenta con una moderna base subterránea de misiles balísticos con el número 444, construida en 1956, la Base de misiles balísticos Al-Watah (descubierta con la ayuda de imágenes satelitales), en la parte central rocosa de Arabia Saudita, a unos 200 km al suroeste de la capital, Riad. 
2. Otra base parcialmente subterránea, Rawdah (Raniyya), con el número 633, se encuentra a 550 km al suroeste de la capital y a 23 km al sur de la ciudad de Ranyah, como se indica.
Dos bases más antiguas tienen características similares, lo que sugiere que comparten el mismo propósito. Cada complejo tiene dos guarniciones de misiles (una en el norte y otra en el sur) con otra área que sirve para funciones de vivienda, mantenimiento y administrativas. Las guarniciones están ubicadas a poca distancia dentro de un complejo asegurado. Los complejos administrativos y de soporte están fuera del perímetro de seguridad:
3. Es la más antigua (de 1988), la Base de misiles balísticos Al Sulayyil, con el número 922, también conocida como Wadi ad-Dawasir. La base Al Sulayyil fue construida por los chinos y se encuentra aproximadamente a 450 km al suroeste de la capital.[cita requerida]
4. La base Al Jufayr (Al Hariq), con el número 811, se encuentra aproximadamente a 70–90 km al sur de Riad, ubicada en (24.02072, 46.35154).

## Sistemas de lanzamiento
| Modelo | Imagen | Origen | Cantidad        | Detalles |
| ------ | ------ | ------ | --------------- | --- |
| DF-3   |        | China  | 10+ (IISS 2022) | El arma principal de la FMERS es el chino DF-3 (CSS-2, misil Dongfeng), que lleva una ojiva convencional de alto explosivo (2150 kg) y es una variante del DongFeng 3A Misil balístico de alcance intermedio. El misil tiene un alcance máximo de 4.000 km y fue entregado tras un pedido realizado por Arabia Saudita en 1987. Se entregaron aproximadamente 50 misiles (según SIPRI) y entre 9 y 12 lanzadores-erectores-transportadores (TEL) en 1988, aunque no se conoce ninguna prueba de lanzamiento en el país. Arabia Saudita los mostró públicamente por primera vez en 2014. |
| DF-21  |        | China  |                 | En 2013, aparecieron informes en los medios que sugerían que la FMERS consideraría comprar el avanzado misil balístico DF-21 de China en el futuro. En enero de 2014, Newsweek reveló que Arabia Saudita había comprado en secreto varios misiles balísticos de alcance medio DF-21 en 2007. También afirmaron que la CIA estadounidense había permitido que el trato se llevara a cabo siempre que los misiles fueran modificados para no poder llevar ojivas nucleares. Mientras que el DF-3 tiene un mayor alcance, fue diseñado para llevar una carga nuclear, por lo que tenía poca precisión (300 metros ECP) si se usaba con una ojiva convencional. Solo sería útil contra objetivos de gran área como ciudades y bases militares. Esto los hizo inútiles durante la Guerra del Golfo para responder a los ataques con misiles Scud iraquíes, ya que causarían bajas civiles masivas y no serían tan efectivos como los ataques aéreos de la coalición en curso. Después de la guerra, los saudíes y la CIA trabajaron juntos para permitir encubiertamente la compra de DF-21 chinos. El DF-21 utiliza combustible sólido en lugar de líquido como el DF-3, por lo que requiere menos tiempo para prepararse para el lanzamiento. Tiene una precisión de 30 metros ECP, lo que permite atacar objetivos específicos como complejos o palacios. No se sabe que los saudíes posean lanzadores móviles, pero podrían usar entre 100 y 125 lanzadores comprados originalmente con los DF-3. El número de misiles DF-21 comprados es desconocido. Newsweek especula que hacer públicos los detalles del trato es parte de la disuasión saudí contra Irán. |